# Berthold von Hohenburg
Berthold von Hohenburg (* 1215; † 1256 oder 1257 in Süditalien) war Markgraf von Vohburg-Hohenburg.

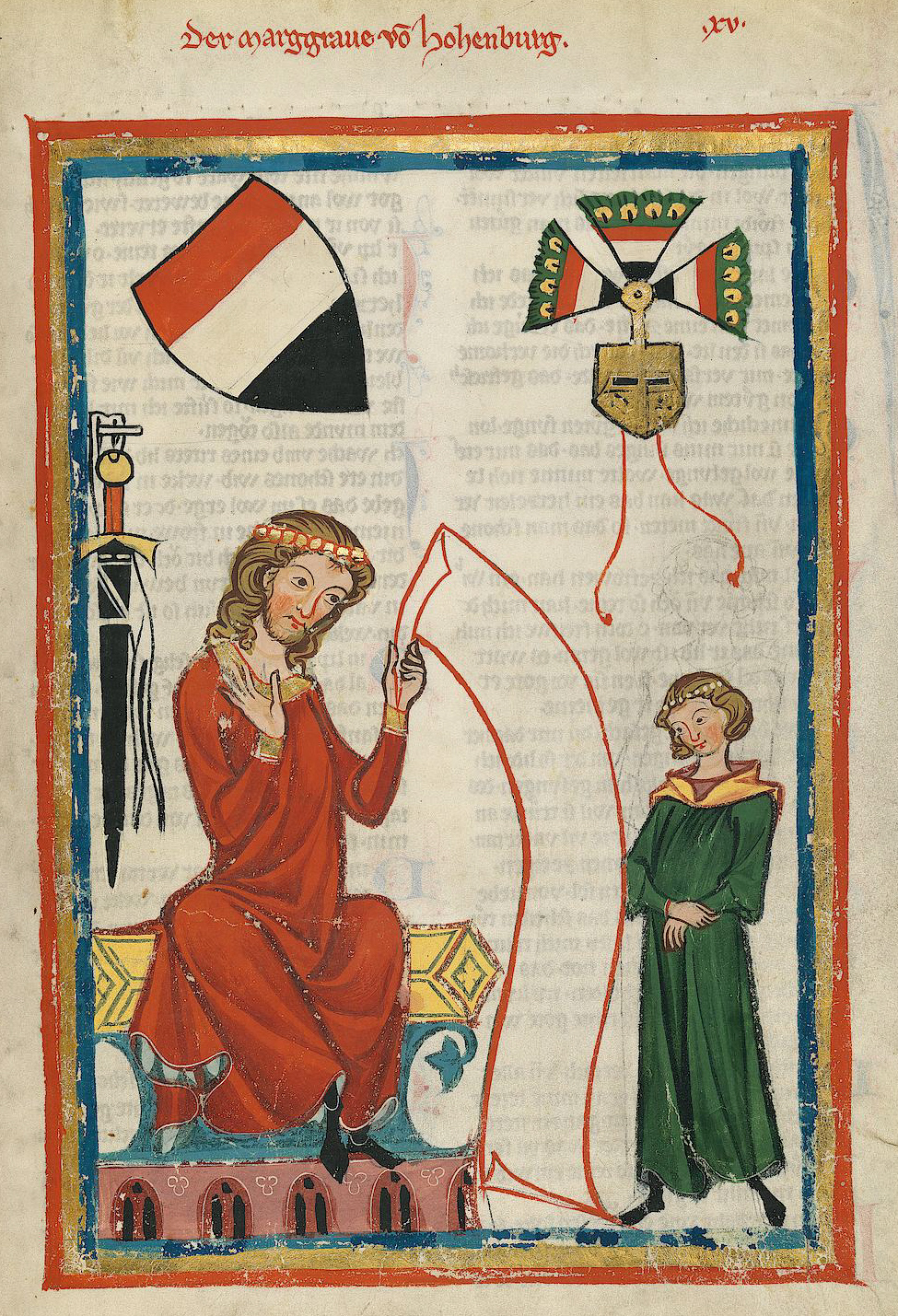
Der Markgraf von Hohenburg, wahrscheinlich Berthold, im Codex Manesse

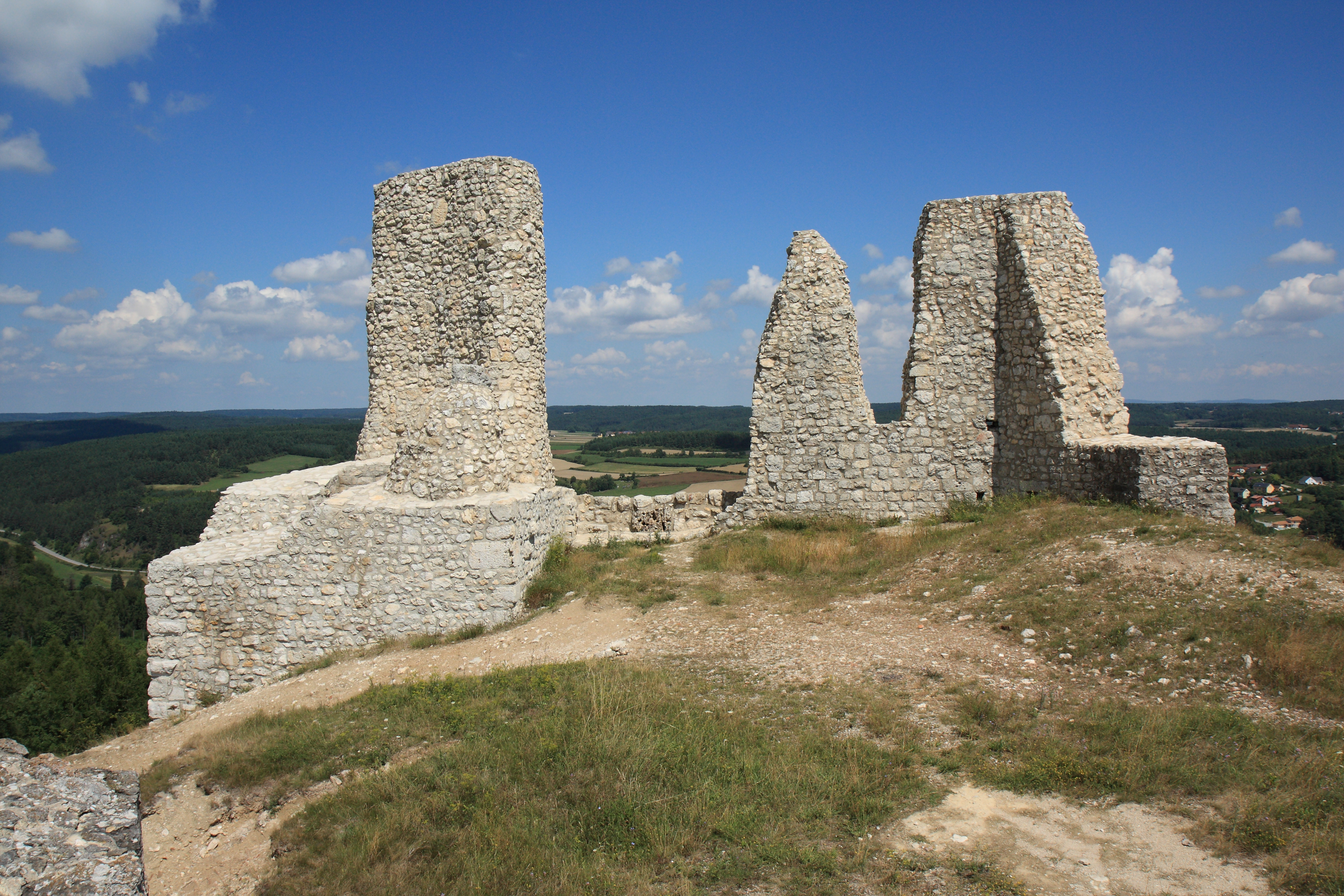
Burgruine Hohenburg

Berthold wurde um 1215 als Sohn von Diepold V. und Mathilde von Wasserburg geboren. Er begann seine Laufbahn als Valet Kaiser Friedrichs II. Seit 1232 im direkten Umfeld des Kaisers wurde er 1238 mit sizilischen Gütern belehnt und heiratete später Isolde Lancia, einer Tochter Galvano Lancias und einer Cousine Manfreds Lancias. 1239 wurde er zum Kapitän von Como ernannt, 1244 zum Generalvikar und 1246–1247 war er Gesandter am Hof des Kaisers Johannes III. von Nikäa, der mit Friedrichs Tochter Konstanze verheiratet war. Friedrich II. vertraute Berthold kurz vor seinem Tod seinen Sohn Manfred Lancia aus der sizilianischen Linie der Staufer an. Nach dem Tod Friedrichs II. führte er zusammen mit Manfred während der Abwesenheit des Thronfolgers Konrad IV. die Regentschaft über das Königreich. Seine Brüder Otto und Ludwig übernahmen ebenfalls wichtige Aufgaben. Ludwig erhielt von Konrad Castrum Montfortis.

## Regentschaft für Konradin
Als der Thronfolger der deutschen Linie der Staufer Konrad 1254 starb, wurde Berthold für dessen Sohn Konradin zum Regenten des Königreichs Sizilien. Berthold, durch das Testament Konrads Regent im Königreich, schickte im Juli eine Gesandtschaft an die Kurie, an der auch Manfred teilnahm, um die Anerkennung Konradins durch Innozenz IV. zu erhalten. Innocenz lehnte ab. und führte unterdessen Verhandlungen mit dem englischen König.
Die Destabilisierungspolitik Innozenzʼ IV. hatte zwei Gruppierungen im Königreich hervorgebracht: auf der einen Seite die Anhänger Manfreds, der als Sohn Friedrichs II., unterstützt durch die Familie seiner Mutter Bianca, Anspruch auf das Königreich erhob und auf der anderen Seite eine Gruppierung um Berthold von Hohenburg, der als testamentarischer Vormund Konradins, des minderjährigen Sohns Konrads IV., die sizilische Regentschaft innehatte. Nach dem Tod Innozenzʼ IV. am 7. Dezember 1254, wurden die Verhandlungen unter seinem Nachfolger, Alexander IV., fortgesetzt. Ergebnis waren die Ernennung Bertholds zum Großseneschall Siziliens und die Zahlung einer jährlichen Summe von 1500 Unzen Gold, die aus den Einkünften der Städte Bari, Trani und Barletta gezogen werden sollte. Seine Brüder erhielten die Grafschaft Chieti und die Baronien Arienzo und Sarno. Alexander IV. bestätigte alle Rechte in der Form, wie sie in dem Privilegien seines Vorgängers festgehalten wurden. Manfred erhielt das Vikariat über Sizilien, Berthold wurde wenige Monate später zum Großseneschall erklärt und Johannes Morus zum Großkämmerer des Königreiches Sizilien.
Am 9. Februar 1255 gab Alexander IV. den Brüdern Hohenburg das Herzogtum Amalfi mit all seinen Gütern und Rechten zum Lehen. wobei die Hohenburger dazu verpflichtet werden, das päpstliche Heer durch bewaffnete Ritter zu unterstützen.
Am 20. April 1255 übertrug der Bruder seiner Mutter Ludwig II., in dessen Obhut Konradin aufwuchs, die Vormundschaft Konradins, sollte dieser im Königreich Sizilien verweilen, seinem Onkel Manfred. Ein Bündnis mit dem Papst wurde damit unmöglich. Deutlich wird dies anhand eines Schreibens vom 28. Juli 1256, in dem Alexander IV. dem Mainzer Erzbischof die Wahl Konradins zum deutschen König unter Androhung der Exkommunikation verbot.
Nach Manfreds Machtübernahme musste Berthold zurücktreten, schloss sich dem Lager des Papstes Alexander an und kämpfte in seinem Dienst gegen Manfred. Nachdem er 1255 als Kommandant des päpstlichen Heeres Alexander IV. nach Apulien eingerückt war, versuchte er sich dem siegreichen Manfred anzuschließen. Er scheiterte und wurde von seinem Onkel Konrad von Wasserburg verraten. Während des Hoftags in Barletta im Februar 1256 ließ Manfred Berthold von Hohenburg zum Tode verurteilen, weil er des Verrats für schuldig befunden worden war. Gemeinsam mit seinen Brüdern Otto, Ludwig und Dietbold wurde er zu lebenslanger Haft begnadigt, dann jedoch in seiner Zelle ermordet. Damit erlosch das Geschlecht der Hohenburg.

## Erlöschen der Hohenburger
Nach dem unglücklichen Ende der vier letzten Markgrafen von Hohenburg fiel die Grafschaft Hohenburg an das Hochstift Regensburg heim. Eine Urkunde vom 21. März 1258 bezeugt diesen Heimfall als erfolgt durch den Tod aller vier Brüder.
Da sein Vater Diepold gleichfalls um das Jahr 1256 starb, verlieh 1261 Bischof Konrad II. von Freising die durch den Tod der ohne männlichen Erben verstorbenen Brüder Berthold, Otto, Ludwig und Diepold von Hohenburg die erledigten Lehen, die sie vom Hochstift Freising innehatten, dem Herzog Ludwig von Baiern, ob merita et defensionem. (Urkunde gefertigt zu Freysing den 18. September 1561.) Ein ähnliches Los wie Berthold und seine Brüder haben wohl auch seine beiden Neffen, Berthold und Ganarro, geteilt; seit dem Jahre 1255 verschwinden sie aus dem Gesichtskreis. Die Gemahlin des Markgrafen, Isolde, aber hat als Angehörige des Hauses Lancia Berthold nicht nur überlebt, sondern auch einen Rest der Besitzungen ihres Mannes gerettet. In einer Urkunde von 1259, 25. August (Capasso 1. c. pag. 117, not.), erscheint sie noch am Leben und im Besitze von Monte Caveoso, sowie von Gütern in der Basilicata und in der Terra d’Otranto.

## Literarisches Wirken
Von Berthold sind zahlreiche Minnelieder überliefert. Außerdem zeugen seine Kontakte zu Moses ben Salomon von Salerno von hohem kulturellen Interesse jenseits der militärischen Tätigkeit. Eines seiner bekanntesten Werke ist die lamentatio Bertholdi marchionis:
Dives eram quondam, pauper modo. Quid miser egi,

Carmina qui quondam studio florente peregi,

Illis temporibus michi sors successit amene,

Ecce mihi lacere dictant scrimende camene.
Themen waren vor allem Frauenpreis und Trennungsklage. Über den flachen und farblosen Konventionalismus des Frauendienstes hinaus wusste er eigenartige Motive und concrète Töne zu finden.
Bertholds Geliebte war die spätere Ehefrau des Kaisers Friedrich II., Bianca Lancia, der er zahlreiche Lieder geschrieben hatte.